# Саундтрек Grand Theft Auto
Гра Grand Theft Auto має сім радіостанцій, а також хвилю поліції, які можна почути, коли персонаж знаходиться в автомобілі, проте у кожному транспортному засобі можна отримати тільки обмежену кількість цих радіостанцій. У PlayStation кожен автомобіль мав тільки одну радіостанцію.
Головною темою гри є "Gangster Friday" — Крейга Коннера, яка більше не з'являється на жодній радіостанції гри. За винятком ведучого радіо, назви пісень радіостанцій ніколи не згадується в грі. Проте саундтреки перераховані у додатку до гри.
Колекційне видання включило саундтреки гри на окремому CD.

## Радіостанції

### Brooklyn Underground FM
- Жанр: Транс
- Список треків:

1. Retrograde — Benzoate
2. Government Listening Post — E104
3. CCC — Blow Your console

### The Fix FM
- Жанр: Техно
- Список треків:

1. Animal Testing Centre — DSP
2. Rotorman — Ride
3. Technophiliak — Largestar

### The Fergus Buckner Show FM
- Жанр: Кантрі
- Список треків:

1. Sideways Hank O’Malley і The Alabama Bottle Boys — The Ballad of Chapped Lip Calquhoun

### Head Radio FM
- Жанр: Поп та Рок
- Список треків:

1. Reality Bubble — Days Like These
2. Meme Traders — Automatic Transmission
3. Ohjaamo — Complications

### It's Unleashed FM
- Жанр: Альтернативна музика та Хард-рок
- Список треків:

1. Stikki Fingers — 4 Letter Love
2. The Hounds — Let It Out
3. Bleeding Stump — Just Do It

### N-CT FM
- Жанр: Хіп-хоп та Реп
- Список треків:

1. Da Shootaz - Joyride
2. Slumpussy - This Life
3. CCC Featuring Robert DeNegro - Blow Your Console

### Radio '76 FM
- Жанр: Фанк та Ретро
- Список треків:

1. Ghetto Fingers - On The Move
2. Ashtar - Aori
3. Stylus Exodus - Pootang Shebang